# Fundada
Fundada ist eine Ortschaft und Gemeinde in Zentral-Portugal.

## Geschichte
Das Gebiet wurde im 13. Jahrhundert nach der mittelalterlichen Reconquista durch den Templerorden besiedelt und verwaltet.
Die Gemeinde Fundada wurde 1618 neu geschaffen, durch Ausgliederung aus der Gemeinde Vila de Rei. 1758 wurde die Gemeindekirche von Fundada erstmals erwähnt, 1867 wurde sie neu errichtet.
1810 zogen französische Truppen durch das Gemeindegebiet, im Verlauf der Napoleonischen Invasionen.

## Verwaltung
Fundada ist Sitz einer gleichnamigen Gemeinde (Freguesia) im Kreis (Concelho) von Vila de Rei im Distrikt Castelo Branco. In ihr leben 552 Einwohner auf einer Fläche von 37 km² (Stand 19. April 2021).
Folgende Ortschaften liegen in der Gemeinde:
| - Fundada - Abrunheiro Grande - Abrunheiro Pequeno - Cabeça do Poço - Fonte das Eiras - Fouto - Fundada | - Lagoa Cimeira - Lagoa Fundeira - Lameira do Cabo - Monte Novo - Relva do Boi - Ribeira - Vilar do Ruivo |

## Söhne und Töchter der Gemeinde
- Sebastião Aparício da Silva, (* 1849 in Abrunheiro Grande; † 1943), Missionar und Generalvikar in Portugiesisch-Timor
- Manuel Nunes Gabriel (1912–1996), Missionar, Erzbischof in Luanda